# Natam Baru
Natam Baru is een bestuurslaag in het regentschap Aceh Tenggara van de provincie Atjeh, Indonesië. Natam Baru telt 807 inwoners (volkstelling 2010).